# 영국 정원

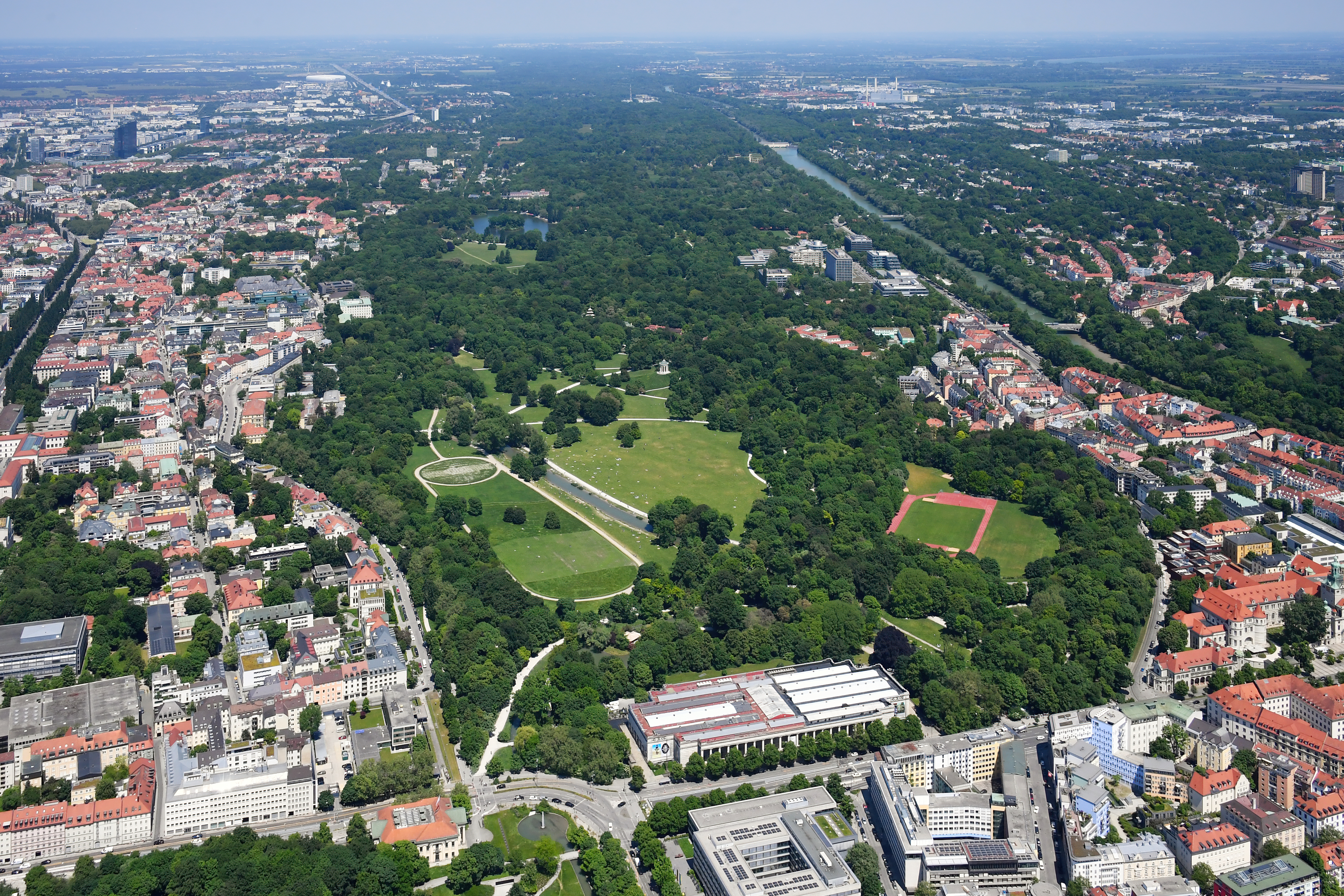

뮌헨의 영국 정원 또는 엥글리셔 가르텐(Englischer Garten)은 독일에서 가장 크고 아름다운 도시 공원 중 하나로 손꼽힌다. 이 공원은 뮌헨 시내에 위치하며, 그 넓은 면적과 다양한 풍경, 활동들로 많은 이들에게 인기를 끌고 있다.
엥글리셔 가르텐은 큰 연못, 조용한 숲, 그리고 특히 유럽에서 가장 큰 공원 중 하나인 이 곳을 특색 짓는 슈바인바흐 강이 흐르는 등 다양한 풍경을 제공한다. 공원 내에는 자전거로 돌아다니는 사람들, 풍선 날리기를 즐기는 이들, 그림을 그리는 예술가들 등 다양한 활동을 즐기는 사람들이 모습을 드러낸다.
특히, 엥글리셔 가르텐의 중심에 위치한 "제리스토르"는 큰 풍선이 있는 공간으로, 이곳에서는 맥주와 브르스트(독일식 소시지)를 즐기며 휴식을 취할 수 있다. 또한, 가르텐 내에는 산책로와 여러 개의 다리, 그리고 유명한 파노라마 포인트인 몬포르트 템플까지 즐길 거리가 풍부하다. 엥글리셔 가르텐은 자연과 휴식을 즐기고자 하는 이들에게 완벽한 장소로 손꼽히며, 뮌헨의 아름다운 풍경을 체험할 수 있는 곳 중 하나이다.